# Che Carrillo
Che Carrillo (Barrancas, La Guajira, 7 de julio de 1986) es un artista de música del género vallenato. Su vocación musical nace desde muy niño, cuando ya soñaba con ser un gran artista.

## Biografía
Che Carrillo  de artista con toda una vida en la música. Sus inicios se dieron como solista en el coro del Colegio Albania cuando apenas cursaba primaria y donde realizó sus primeras bases en el arte. Cuando tenía 18 años se inició en los escenarios musicales conformando su agrupación de música vallenata en la ciudad de Bogotá mientras lo alternaba con sus estudios de Ingeniería de Sonido. En el año 2006 fue ganador del concurso CVU (Concurso Vallenato Universitario) que fue organizado por la emisora juvenil La Mega- Sony Music y la cadena radial RCN, siendo premiado por su talento y carisma demostrando también su gran corazón al interpretar la música vallenata y el folclore de nuestro país. En el año 2009 lanzó al mercado su primera producción titulada Aqui estoy con la cual empezó a abrir camino dentro de la escena musical nacional. Seguido a esto, en el año 2014 lanzó solido su segunda producción musical, no obstante dentro de estas dos producciones grabó una serie de sencillos promocionales que le permitieron renovar su vigencia en el mercado con las cuales siguió escalando posiciones en el espacio artístico. En el pasado festival vallenato fue el artista con más presentaciones con un total de 13 shows oficiales en el marco de esta fiesta nacional, logro que le permitió realizar su primera incursión internacional en las ciudades de Miami y New York en los meses de junio y julio del año 2014. Así mismo, el cantante Peter Manjarres le dio el honor de ser el artista invitado en el concierto de lanzamiento de su más reciente producción musical mundial en el parque de la leyenda de Valledupar, concierto de más de veinte mil asistentes; hecho que demuestra el gran momento por el que atraviesa este artista de la música vallenata. 
En el 2015 lanza al mercado probame, una canción de su autoría, que alcanzó ser número 1 en los listados de las emisoras en la costa norte colombiana, y en parte de los santanderes. En ese mismo año fue llamado por el Canal Caracol para interpretar al maestro Rafael Escalona en la serie que relataba la vida de Consuelo Araujo Noguera, que llevaba por nombre La cacica, papel coprotagónico donde además de actuar, interpretaba las canciones del maestro Escalona. Esta serie ya fue lanzada en los países de Ecuador y Venezuela y espera ser lanzada en Colombia.

## Discografía
Con Nefer Figueroa
- La Espera terminó - Single, (Carlos Mario Barranco) (2005)
- El gustico (Hidalgo Torres)

- Aquí Estoy (Juanlo Gómez) (2009)
- No tengo a otra (Jorge Luis Cerchiaro)
- Vaya Pue (Freddy Carrillo)
- El Concierto (Elkin Garcia)
- Amanecer Eterno (Chiche Maestre)
- Lo que nos gusta (Jean Carlos Castillo)
- Nada Contigo (Larry Iguaran)
- Del Trato a las condiciones (Franklin Moya)
- Dime Dime (Luifer Iguara
- Que seas feliz (Kike Suares)
- Oye nena (Joselo Iguaran)
- Fe y esperanza (Felix Carrillo Hinojosa)
- Donde (Leandro Diaz)

- De Parranda (Larry Iguaran) - Single (2011)

Con Jaime Campillo
- Aventurita (Che Carrillo) - Single (2012)
- El Santo Cachón (Romualdo Brito) - Single (2012)
- Tan Solo (Marco Rodríguez) - Single (2013)
- Contigo (Sergio Luis Rodríguez) - Single (2013)
- Sólido (2014)
- Contigo (Sergio Luis Rodríguez)
- Odiarte y amarte (Rafael Simon Meza)
- Tuqui Tuqui (Jhon Mindiola)
- Quiero Besarte (Wilfran Castillo)
- El Pecado (Alberto Tico Mercado)
- Vendo a mi novia (Omar Geles)
- Alo Mi Amor (Che Carrillo)
- Aja y Entonce (Jose Cabe Solano)
- La Desjuicia (Jaime Castañeda)
- El Quedao (Romualdo Brito)
- Nada que te olvido (Diego Daza)
- Tan Solo (Marco Rodríguez)

Con Jorge Garcia
- Probame (Che Carrillo) - Single (2016)

### Colaboraciones
- El Burrito Sabanero (con JBalvin, 2009)

## Filmografía

### Televisión
| Año  | Título             | Personaje             | Canal              |
| ---- | ------------------ | --------------------- | ------------------ |
| 2020 | El robo del siglo  | Agente Antiexplosivos | Netflix            |
| 2019 | Los Briceño        |                       | Netflix            |
| 2017 | La Cacica          | Rafael Escalona       | Caracol Televisión |
| 2011 | El Joe La Leyenda  | Diomedes Díaz         | RCN Televisión     |
| 2010 | Tierra de cantores | Juglar                | Caracol Televisión |

## Premios y nominaciones
| Año  | Concurso                               | Organizador                          | Premio         | Resultado |
| ---- | -------------------------------------- | ------------------------------------ | -------------- | --------- |
| 2006 | CVU - Concurso Vallenato Universitario | La Mega Bogotá y Sony Music Colombia | Mejor Cantante | Ganador   |